# Liste der Landschaftsschutzgebiete im Landkreis Haßberge
Im Landkreis Haßberge gibt es vier Landschaftsschutzgebiete. (Stand: November 2018)

## Hinweise zu den Angaben in der Tabelle
- Gebietsname: Amtliche Bezeichnung des Schutzgebietes
- Bild/Commons: Bild und Link zu weiteren Bildern aus dem Schutzgebiet
- LSG-ID: Amtliche Nummer des Schutzgebietes
- WDPA-ID: Link zum Eintrag des Schutzgebietes in der World Database on Protected Areas
- Wikidata: Link zum Wikidata-Eintrag des Schutzgebietes
- Ausweisung: Datum der Ausweisung als Schutzgebiet
- Gemeinde(n): Gemeinden, auf denen sich das Schutzgebiet befindet
- Lage: Geografischer Standort
- Fläche: Gesamtfläche des Schutzgebietes in Hektar
- Flächenanteil: Anteilige Flächen des Schutzgebietes in Landkreisen/Gemeinden, Angabe in % der Gesamtfläche
- Bemerkung: Besonderheiten und Anmerkungen

Bis auf die Spalte Lage sind alle Spalten sortierbar.
| Gebietsname                                                   | Bild/Commons   | LSG-ID       | WDPA-ID | Wikidata  | Ausweisung | Gemeinde(n) | Lage     | Fläche ha | Flächenanteil | Bemerkung |
| ------------------------------------------------------------- | -------------- | ------------ | ------- | --------- | ---------- | ----------- | -------- | --------- | --- | --------- |
| LSG innerhalb des Naturparks Hassberge (ehemals Schutzzone)   | weitere Bilder | LSG-00573.01 | 396122  | Q59632927 | 1987       |             | Position | 56385,96  | Landkreis Bamberg (12,3 %), Landkreis Rhön-Grabfeld (19,5 %), Landkreis Haßberge (66,6 %), Landkreis Schweinfurt (1,6 %)                                                                             |           |
| LSG innerhalb des Naturparks Steigerwald (ehemals Schutzzone) | weitere Bilder | LSG-00569.01 | 396119  | Q59586157 | 1988       |             | Position | 88558,46  | Landkreis Bamberg (20,3 %), Landkreis Erlangen-Höchstadt (3,6 %), Landkreis Neustadt an der Aisch (38,4 %), Landkreis Haßberge (17,0 %), Landkreis Kitzingen (14,0 %), Landkreis Schweinfurt (6,7 %) |           |
| Wässernachtal im Landkreis Haßfurt - Teil I                   | weitere Bilder | LSG-00139.01 | 395611  | Q59633311 | 1967       |             | Position | 361,66    | Landkreis Haßberge (99,7 %) |           |
| Wässernachtal im Landkreis Haßfurt - Teil II                  | weitere Bilder | LSG-00139.02 | 395612  | Q59633312 | 1967       |             | Position | 783,65    | Landkreis Haßberge (99,9 %) |           |